# Arne Randers Heen
Arne Randers Heen (* 4. April 1905 in Isfjorden; † 7. Februar 1991 in Åndalsnes, Rauma, Møre og Romsdal, Norwegen) war ein norwegischer Schneider, Bergsteiger und Widerstandskämpfer gegen die deutschen Okkupanten im Zweiten Weltkrieg.

## Ausbildung und Beruf
Heen besuchte das Gymnasium in Volda. Gleichzeitig lernte er Schneidern. Zunächst arbeitete er als Hauslehrer und als Kaufmann. Dann stellte er Schuhe und Kleidung her und verkaufte seine Produkte auf den Lofoten. Zu Hause in Åndalsnes eröffnete er eine eigene Schneiderei.

## Bergsteigerei
Seit frühester Jugend wanderte und kletterte Heen in den Bergen. Von 1920 bis in die 1960er Jahre hinein galt er als einer der erfahrensten Bergsteiger Norwegens. Das Romsdalshorn bestieg er 233-mal, zuletzt im Alter von 80 Jahren. Dafür erhielt er den Spitznamen „König des Romsdalshorns“. Ihm gelangen mehrere Erstbesteigungen, besonders im Winter, darunter die Besteigung des Trollryggen und des Breitinden von Romsdal aus.
Außer in seiner Heimat kletterte er in Grönland, den Alpen, Spitzbergen und im Himalaya.
Über seine Erfahrungen im Gebirge schrieb Heen zahlreiche Artikel und auch Wander- und Kletterführer. Seine Sammlungen veröffentlichte er in einem Museum in Åndalsnes. 2007 wurde das Museumsgebäude verkauft und in einen Kindergarten umgewandelt. Die Sammlungen sind seit 2016 in einer Ausstellung im Norsk Tindesenter im Zentrum von Åndalsnes zu sehen.

## Zweiter Weltkrieg
Während des Zweiten Weltkrieges arbeitete Heen für die norwegische Widerstandsorganisation XU. Durch seine Kenntnis der Berge konnte er russischen Kriegsgefangenen und norwegischen Widerstandskämpfern, darunter Joachim Rønneberg, helfen, über die Berge zu fliehen und sich zu verstecken. Heen zeichnete Karten von deutschen Stellungen und machte von der Spitze des Romsdalshorns aus detaillierte Fotos deutscher Militäranlagen. Diese Unterlagen wurden an den britischen Geheimdienst weitergeleitet.
Heen lernte den Esten Harry Wood kennen, der für die Organisation Todt arbeitete. Die beiden Männer befreundeten sich und machten gemeinsame Bergtouren. Harry Wood bat 1944 Heen, ihm bei der Flucht nach Schweden zu helfen. Als Gegenleistung übergab er Heen umfangreiche geheime Unterlagen mit detaillierten Karten und Fotos deutscher Befestigungsanlagen zwischen Stad und Trondheim. Die XU und der britische Geheimdienst, denen Heen die Unterlagen gebracht hatte, glaubten jedoch nicht an deren Echtheit und hielten Harry Wood für einen Doppelagenten. Der britische Geheimdienst fasste den Plan, Harry Wood in Stockholm zu ermorden, wobei Heen mithelfen sollte. Heen weigerte sich jedoch und beharrte auf seinem Vertrauen zu seinem Freund Harry Wood.

## Preise und Anerkennungen
- 1939: Medaille für die Rettung eines Bergsteigers am Berg Dronninga
- 1963: Gedenkmedaille der Königlich Norwegischen Wissenschaftlichen Gesellschaft
- 1973: Goldene Verdienstmedaille des Königs als „Bergberater“
- Ehrenmitglied des Norsk Tindeklub
- 1980: Kulturpreis der Kommune Rauma
- 1990: Ehrenpreis der Sparebanken Møre[1][3]

## Familie
Heens Mutter war die Näherin Sofie Heen (1877–1959), sein Vater war der Ingenieur Gunnar Randers (1877–1963).
Sofie Heen arbeitete 1904 als Dienstmädchen in Ålesund. Dort lernte sie den Ingenieur Gunnar Randers kennen und wurde von ihm schwanger. Das Paar heiratete nicht. Sofie Heen blieb ledig und zog ihren Sohn Arne allein auf. Der Ingenieur Gunnar Randers heiratete Magna Fernanda, geborene Brodtkorb, und bekam mit ihr weitere Kinder, darunter den Physiker Gunnar Randers (1914–1992), der wiederum Vater des Zukunftsforschers Jørgen Randers (* 1945) ist.
Arne Randers Heen ist Halbbruder des Physikers Gunnar Randers und Onkel von Jørgen Randers. Kristofer Randers war ebenfalls ein Verwandter. Der Urgroßvater von Arne Randers Heen war der Onkel von Kristofer Randers.
Arne Randers Heen war verheiratet mit der Bergsteigerin Bodil Roland.

## Veröffentlichungen (Auswahl)
- Carl Hall in Molde og Romsdals turistforening: 75 år,  Jubileumsskrift, 1889–1964, S. 93–100 online verfügbar für norwegische IP-Adressen
- Fører for fjellklatringer i Romsdalen, Norsk Tindeklub, 1949
- Nyklatring i Romsdalen i de siste femten år in Norsk Tindeklub, Band 7, 1948
- Romsdalshorn, Norsk Tindeklub, Band 6, 1933